# Rationalis
Un rationalis fue un oficial fiscal de alto rango en el Imperio romano.

## Historia
Hasta que fue sustituido por el comes sacrarum largitionum por el emperador Constantino a principios del siglo IV, el rationalis summarum -comparable a un ministro de Finanzas actual- era uno de los dos altos oficiales del Estado que tenían autoridad sobre el tesoro imperial, siendo el otro el rationalis rei privatae (administrador de las propiedades imperiales y de la ciudad). Ejemplos de tareas que desempeñaba un rationalis eran "la recaudación de todos los impuestos y derechos, el control de la moneda y la administración de minas y cecas".
Cada provincia tenía también varias clases de rationales, y las reformas administrativas del emperador Diocleciano habían reflejado la estructura dual a nivel de diócesis, instituyendo los cargos locales de rationalis summarum y magister rei privatae, por encima de los procuratores. Los primeros siguieron existiendo después de las reformas; un ejemplo son los comes et rationalis summarum Aegypti.
En el siglo VI, el cargo se convirtió cada vez más en su equivalente griego, logoteta, que más tarde se dio a los altos secretarios fiscales del Imperio bizantino medio (VII - XII).